# حرب الأوس والخزرج
حرب الأوس والخزرج او الحرب الأهلية المدنية هذه الحرب استمرت حوالي 140 سنة بدأت بيوم سمير وانتهت بيوم بعاث قبل الهجرة النبوية بخمس سنوات. وخاض فيها الأوس والخزرج عدة معارك، ولم تنتهي الحرب بينهما إلا بعد هجرة النبي ودخولهم الإسلام.
وكان من أشهرأيامها: ‌يوم ‌سمير، ويوم كعب، ويوم حاطب،وفازع والربيع والبقيع والفجاران الأول والثاني وكعب ويوم بعاث.

## يوم سمير
‌يوم ‌سمير فقد كان -طبقًا لرواية الأخباريين- كأغلب أيام العرب لسبب غير خطير، ذلك أن رجلا من بني ذبيان يقال له "كعب الثعلبي" نزل ضيفا على مالك بن العجلان، ثم خرج إلى سوق بني قينقاع، فرأى رجلا من "غطفان" معه فرس، وهو يقول "ليأخذ هذا الفرس أعز أهل يثرب" فقال كعب: مالك ابن العجلان، فسمه "سمير الأوسي فشتمه ثم قتله بعد مدة في حديث طويل، وخاف الحيان ان تنشب الحرب، وقبل الأوس أن يدفعوا للخزرج دية الحليف، وهي نصف دية النسيب، إلا أن الخزرج أبو إلا دية الصريح، ولج الأمر بينهم حتى أتى إلى المحاربة، فاجتمعوا واقتتلوا اقتتالا شديدا على مقربة من قباء"، ثم انصرفوا منتصفين، ثم التقوا مرة ثانية عند إطم لبني قينقاع، فانتصر الأوس، وانتهى الأمر إلى أن يحتكموا إلى "المنذر بن حرام" الخزرجي، جد حسان بن ثابت، الذي حكم بأن تدفع الأوس دية الصريح، وانتهت الحرب، وإن افترق القوم وقد شبت البغضاء في نفوسهم وتمكنت العدواة بينهم.